# Pinterest
Pinterest é uma rede social de compartilhamento de fotos. Assemelha-se a um quadro de inspirações, onde os usuários podem compartilhar e gerenciar imagens temáticas, como de jogos, de hobbies, de roupas, de perfumes, etc. Cada usuário pode compartilhar suas imagens, recompartilhar as de outros utilizadores e colocá-las em suas coleções ou quadros (boards), além de poder comentar e realizar outras ações disponibilizadas pelo site. Para que os usuários possam interagir de uma forma mais ampla com outras comunidades, o site é afiliado com o Twitter e Facebook. Com fácil layout e rápido crescimento, tornou-se um novo meio de compartilhamento de imagens na internet. Foi eleito um dos melhores websites de 2011 pela revista Time.

## História

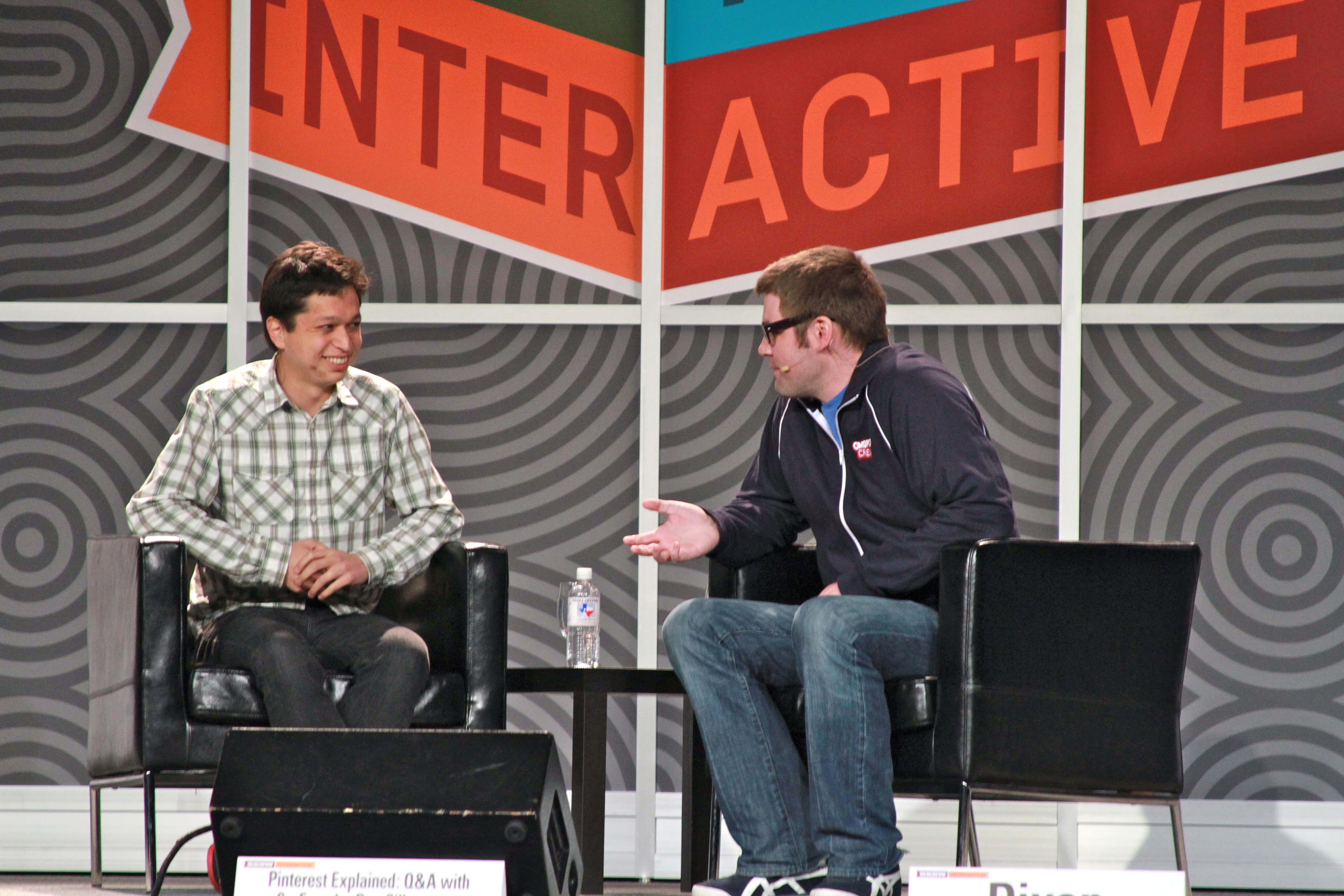
Ben Silbermann (à esquerda) fundador do Pinterest na conferência interativa South By Southwest em março de 2012

Seu desenvolvimento começou em dezembro de 2009, e foi lançado em beta fechado, em março de 2010. Atualmente está operando em beta aberto, sendo necessária a solicitação de um convite requisitada por endereço de e-mail. Ben Silbermann, criador do site, conta que inscreveu pessoalmente os 5.000 primeiros usuários, oferecendo-lhes seu número de telefone pessoal e até mesmo marcando encontros com outros. Nove meses depois, o site já contava com 10.000 usuários. Silbermann e os desenvolvedores operaram o site em um pequeno apartamento até o verão de 2011.
Em 16 de agosto de 2011, a revista Time, classificou o Pinterest como um dos "50 Melhores sites de 2011".
O aplicativo para iPhone e Android do Pinterest, foi atualizado em fevereiro de 2012. O aplicativo para iPad ainda está em desenvolvimento. A rede social também conta com um site para celulares.
Em dezembro de 2011, o site se tornou um dos "10 maiores serviços de rede social", segundo dados da Hitwise, com 11 milhões de visitas totais por semana. No ano seguinte, ele foi o responsável por dirigir mais visitas a varejistas, do que o YouTube, Google+ e LinkedIn, no mesmo mês foi eleita a melhor startup de 2011 pelo TechCrunch.
Em janeiro de 2012, a comScore informou que o site obteve um total de 11,7 milhões de usuários únicos, tornando-se o mais rápido site da história a quebrar a marca de mais de 10 milhões de visitas únicas. A maioria dos usuários do site são do sexo feminino, sendo 97% dos likes do Facebook realizados por mulheres. Em Setembro de 2017 atingiu a marca de 800 milhões de pessoas usando o serviço mensalmente.

## Base de Usuários
Demografia:
O site é popular entre as mulheres americanas. Em 2012 foi confirmado que 83% dos usuários norte- americanos eram do sexo feminino. Na Grã-Bretanha, no entanto, 56% dos usuários eram do sexo masculino, sendo seus perfis de idade 10 anos mais jovens do que os dos Estados Unidos, onde a faixa etária era tipicamente entre 35 a 44 anos.

## Uso
O Pinterest é usado para carregar, guardar, classificar e gerenciar imagens, conhecidas como "pins", e outros conteúdos multimédias como vídeos, por exemplo, colocando-os em coleções conhecidas como "pinboards". Os pins são classificados em categorias, como natureza, lojas, moda, eletrônicos e entre outros. Os usuários também podem compartilhar os conteúdos que lhe agradam para que possam ser mostrados na sua página pessoal.
É possível também, semelhante ao botão curtir do Facebook, apertando o botão "Pin It", para demonstrar que aquele conteúdo lhe agrada.

### Comerciantes
Com o lançamento do Pinterest, tornou-se comum o uso da rede social como uma vitrine virtual, onde comerciantes, principalmente do ramo da moda, expõem seus produtos para que os utilizadores do serviço compartilhem de forma rápida os produtos que lhe agradam. Graças a isto, os comerciantes aumentaram o tráfego de usuários em seus web sites, e consequentemente o volume de vendas através do meio virtual.

## Recepção
A ferramenta tornou-se rapidamente uma das mais populares redes sociais na internet, e um dos sites mais visitados alcançando a posição 39 na Alexa.
Um artigo no website Scientific American, criticou um parágrafo nos Termos de Uso do Pinterest, por declarar que qualquer coisa postada, compartilhada e criada dentro do serviço, passará a pertencer também a Cold Brew Labs, criadora do site e que o mantém. Os Termos de Uso do site declarou:
By making available any Member Content through the Site, Application or Services, you hereby grant to Cold Brew Labs a worldwide, irrevocable, perpetual, non-exclusive, transferable, royalty-free license, with the right to sublicense, to use, copy, adapt, modify, distribute, license, sell, transfer, publicly display, publicly perform, transmit, stream, broadcast, access, view, and otherwise exploit such Member Content only on, through or by means of the Site, Application or Services.
Em português:
Ao disponibilizar qualquer conteúdo através do site, aplicativo ou serviços, você concorda em conceder a Cold Brew Labs uma licença mundial, irrevogável, perpétua, não exclusiva, transferível, isenta de impostos, com o direito de sublicenciar, para usar, copiar , adaptar, modificar, distribuir, licenciar, vender, transferir, exibir publicamente, executar publicamente, transmitir, aceder, visualizar, e de outro modo explorar tal conteúdo associado somente, através ou por meio do local de aplicação, ou Serviços.
De acordo com os termos toda a propriedade pessoal, criativa e intelectual postada no serviço passaria a pertencer também a Cold Brew Labs e poderia ser vendido.
Em março de 2012 o site disponibilizou uma versão atualizada dos termos de uso, retirando o parágrafo, e declarando em seu blogue a seguinte frase:
-Vender conteúdo nunca foi nossa intenção